# Расскажи, Снегурочка
«Расскажи, Снегурочка» ― новогодняя детская песня из 8-й серии мультфильма «Ну, погоди!» режиссёра Вячеслава Котёночкина. Премьера серии состоялась 5 января 1974 года. Является первой оригинальной музыкальной композицией, написанной специально для этого мультсериала.
— Расскажи, Снегурочка,

Где была?

Расскажи-ка, милая,

Как дела?

— За тобою бегала, Дед Мороз,

Пролила немало я

Горьких слез.

— А ну-ка, давай-ка, плясать выходи!

— Нет, Дед Мороз, погоди!

## История создания
Мультипликационный сериал «Ну, погоди!», первая серия которого впервые вышла на экран 14 июня 1969 года, получила огромную и заслуженную популярность среди маленьких и взрослых зрителей Советского Союза. В сериале всегда звучала самая разнообразная музыка — от советской до западной, от «Песняров» до Digital Emotions.
Создатели мультфильма предпочитали использовать в своём проекте проверенные хиты. Поэт Юрий Энтин в одном из интервью рассказывал, что ему было обидно, что в «Ну, погоди!», по решению Котёночкина, не должно быть ни одной оригинальной новой песни. Но в процессе работы над восьмой серией режиссёр пришёл к Энтину и сказал, что одну новую песню всё-таки решил включить в фильм.
Режиссёр обратился к Энтину с просьбой написать текст песни. Поэт очень обрадовался, так как будущая песня станет новогодней — Новый год был любимым праздником поэта.
Котёночкин в подробностях рассказал поэту, как и в чём будут танцевать Заяц и Волк. Энтина особо развеселили розовые сапожки Волка. Но режиссёр поставил перед поэтом задачу — на сочинение текста отводилось две недели и новая песня должна уложиться в строгий хронометраж в 1 минуту и 38 секунд. Энтин купил в магазине спортивный секундомер и с ним вслух прочитывал варианты текста.
Энтин написал текст, уложившись в хронометраж. Однако композитор Геннадий Гладков при написании мелодии повторил фразу «Ну, Дед Мороз…» несколько раз, превысив тем самым отведённое время. Котёночкин из-за этого вырезал целый куплет из окончательного варианта картины. Но Энтин помнил слова этого куплета наизусть:
— Ты меня, любезная, извини
И свою любовь ко мне сохрани.
— Как же не любить тебя, милый Дед,
Столько зим потрачено, столько лет!
В мультфильме «Ну, погоди!» Волка озвучивал Анатолий Папанов, Зайца — Клара Румянова. До этого Волк и Заяц в мультике почти не разговаривают, обходясь короткими фразами. Например, лексикон Волка практически состоял из трёх слов: Заяц!.. Ну, погоди!… В восьмой же серии им пришлось проявить красноречие и спеть целую песню.
Румянова, обладавшая идеальным слухом и прекрасным голосом, без особых проблем справилась с высокими нотами при записи песни. Но Папанову, у которого от природы не было музыкального слуха, пришлось нелегко в процессе записи. Он даже обращался к Румяновой за консультацией и помощью. Юрий Энтин впоследствии вспоминал: «Я помню, во время записи песенки решительный при озвучивании своих ролей Папанов слегка заробел перед мастерством и абсолютным слухом Клары Румяновой. Потому что он не попадал. Она билась, учила его, и он подчинялся».
Премьера восьмой новогодней серии «Ну, погоди!» на телеэкране Центрального телевидения СССР состоялась 5 января 1974 года. Как и все предыдущие серии, новогодняя была восторженно встречена как детскими, так и взрослыми зрителями.
Сама же песня «Расскажи, Снегурочка» стала одной из самых известных новогодних музыкальных композиций в СССР. А слова Волка «Наконец, сбываются все мЯчты!» стала почти легендарной.

## Интересные факты
Создатели песни, Геннадий Гладков и Юрий Энтин, считали её неудачной, поскольку она, по их мнению, слишком простая.
Во время работы над текстом, Энтин решил впервые в жизни придумать и мелодию к песне. Закончив работу он позвонил Гладкову и похвастался, что сочинил не только текст, но музыку. Композитор попросил напеть ему мелодию. Но у поэта не было музыкального образования — не смог записать ноты своего «творения» и он напрочь забыл придуманную мелодию. Музыку пришлось сочинять профессиональному композитору Гладкову.
В тексте песне есть слова: «Наконец сбываются все мечты…». Папанов при записи самовольно спел не мЕчты, а мЯчты. Этот вариант и остался в мультфильме. Юрий Энтин был недоволен «самоуправством» артиста.